# Up Next Session: Billie Eilish
Up Next Session: Billie Eilish är en EP av den amerikanska musikern Billie Eilish, släppt den 20 september 2017. Alla låtarna på EP:n var inspelade live av Eilish och hennes bror Finneas O'Connell.

## Låtlista
1. "Bellyache" (Billie Eilish, Finneas O'Connell) - 3:06
2. "Watch" (F. O'Connell) - 3:19
3. "Ocean Eyes" (F. O'Connell) - 3:30